# Косистый (посёлок)
Косистый (Касистый) — упразднённый в 2000 году посёлок в Хатангском районе Таймырском (Долгано-Ненецком) автономном округе Красноярского края России.
На момент упразднения входил в состав Сындасского сельсовета (подчинялся администрации посёлка Сындасско).

## История
В 1939 году была основана военная база, на которой располагались войска ПВО. Имелись радиорелейные подразделения и авиация. Посёлок был назван в честь одноимённого мыса на Таймырском полуострове. Другим названием, засекреченным, являлось «Москва-279».
Посёлок был расположен на берегу моря Лаптевых и существовал для обеспечения аэропорта, который являлся резервным для аэропорта Хатанга, образовывал Косистинский сельсовет.
Аэропорт бетонной полосы не имел, вместо неё использовалась длинная коса, намытая за сотни лет мелкой галькой. Ее укатывали летом, а зимой она смерзалась сама. В одном здании находились промежуточный аэропорт, сельский совет, почта; имелись гостиница, школа; в посёлок по расписанию летали рейсовые АН-2.
Вскоре после распада СССР войска вывели, технику бросили. Жившие рядом с военными гражданские, которые кормили защитников свежей рыбой и олениной, тоже стали потихоньку выезжать. За два года посёлок практически перестал существовать.
Одним из последних жителей посёлка был С. К. Дмитриев — бывший начальник аэродрома.
В 1989 году посёлок был передан в состав Сындасского сельсовета (администрации посёлка Сындасско, подчинённой администрации Хатангского района), Косистинский сельсовет был упразднён.
В 2000 году постановлением администрации Таймырского (Долгано-Ненецкого) автономного округа от 5 декабря 2000 года № 492 посёлок был упразднён. Постановление было отменено 4 января 2002 года как не соответствующее законодательству.
При образовании к 1 января 2005 года Таймырского Долгано-Ненецкого муниципального района посёлок учтён не был.
В принятом в 2010 году реестре административно-территориальных единиц и территориальных единиц Красноярского края посёлок также не значится.
В ОКАТО данный населённый пункт не значился.